# Music Station
Music Station (jap. ミュージックステーション) ist eine japanische Musiksendung, die freitags zwischen 20 und 21 Uhr (Ortszeit) auf dem Fernsehsender TV Asahi ausgestrahlt wird. Die Sendung ist auch unter der Abkürzung MSta (jap. Mステ) bekannt.

## Informationen
Music Station wurde bereits in den 1980er Jahren als japanisches Pendant zum britischen Top of the Pops entwickelt. Die Erstausstrahlung erfolgte am 24. Oktober 1986. Seitdem hatte die Sendung neben vielen nationalen Künstlern, die zum Teil ihr Debüt bei MSta gaben, auch namhafte internationale Musiker, wie z. B. Shakira, Beyoncé oder die Red Hot Chili Peppers zu Gast. Seit März 2007 wird Music Station von Animax in Südost-Asien, Hongkong, Taiwan und anderen asiatischen Ländern gezeigt.
Die Moderation erfolgt seit 1989 durch den japanischen Komiker Tamori, dessen Markenzeichen seine dunkle Sonnenbrille ist. Außerdem wird Tamori stets von einer Co-Moderatorin begleitet; seit April 2004 ist das Mariko Do. Da Tamori in nahezu jeder Sendung seit 1989 dabei war, hat er bereits mehr als 800 Ausgaben von Music Station moderiert.
Die Ansage der Gäste inklusive eines Slogans (z. B.: "This is it, this is Music Station! Come on, bring it on!") am Anfang der Sendung sowie einige weitere Einspielungen aus dem Off erfolgen immer auf Englisch und werden von Ward E. Sexton gesprochen.

### Ablauf
Nach der Vorstellung der Gäste nehmen diese gemeinsam mit den Moderatoren auf einer kleinen Sitztribüne platz. Anschließend werden der Reihe nach alle Stars einzeln kurz interviewt, woraufhin jeweils der aktuelle Hit – meist in einer auf drei Minuten gekürzten Form – gespielt wird. Zwischen den Auftritten werden die Zuschauer über die momentanen Charts, die nicht den Oricon-Charts entsprechen, sondern eigens ermittelt werden, und weitere Neuigkeiten aus der japanischen Musikwelt informiert.

### Kategorien
Bei Music Station gibt es einige Unterkategorien, die als eigenständige Segmente in die Sendung eingebaut werden. Bei den meisten Einspielungen werden die Gäste und deren Reaktionen abwechselnd, wie im japanischen Fernsehen üblich, in einem kleinen Kasten eingeblendet. Die einzelnen Kategorien sind dabei nicht regelmäßig in der Sendung vertreten (außer die Single-Charts).

Zu diesen Segmenten gehören:
- Die Top-10 Single-Charts der Woche (seit 1989)
- Die Album-Charts des Monats
- Music Topics – kurz MTopi (jap. Mトピ) – Neuigkeiten aus der japanischen Musikszene
- Special Talk – Ein Newcomer (Musiker oder Schauspieler) erzählt über ein aktuelles Projekt, wobei die Zuschauer Fragen stellen
- Mini Music Station – seit Oktober 2002 dabei; ein 2-minütiger Einspieler vor der Sendung (getrennt durch einen Werbeblock), bei dem mit ein oder zwei Gästen kurz vorab gesprochen wird
- Music Station Young Guns – seit 2005; Besondere Vorstellung von Newcomern (darunter z. B. Angela Aki), die zum ersten Mal bei MSta auftreten, mit Musik-Video-Präsentation etc.

### Specials
TV Asahi zeigt mehrmals im Jahr Music Station Specials, die zwischen zwei und drei Stunden dauern. Dabei werden Themen behandelt wie die 100 besten Love-Songs oder die 100 besten Sommer-Hits. Außerdem präsentieren auch hier wieder Gäste ihre aktuellen Hits oder Songs, die im Ranking des Specials vertreten sind.

Specials von 2006:
- 13. Januar: "Love and Winter Song Request Best 111" – 2-stündig
- 31. März: "Spring Song Request Best 111" – 3-stündig
- 30. Juni: "Summer Song Request Best 111" – 2-stündig
- 9. September: "20th Anniversary Best Clips" – 2-stündig
- 13. Oktober: "20th Anniversary Best 100x2" – 3-stündig

Specials von 2007:
- 12. Januar: "Love Songs Man & Women Best 50x2" – 2-stündig
- 16. März: "Spring Special Part 1 Artist Debut Song" – 2-stündig
- 6. April: "Spring Special Part 2 Spring Songs Best 111" – 3-stündig
- 5. Oktober: "100 AGE-Uta + 100 NAKI-Uta" (die 100 jeweils fröhlichsten und traurigsten Lieder) – 3-stündig

### Super Live
Seit 1992 veranstaltet Music Station jährlich Ende Dezember ein Live-Konzert mit Auftritten von zwischen 20 und 40 Gästen als Weihnachts- und Jahresabschlussfest. Dabei werden die Gäste im Talk oft gefragt, wie ihr Jahr verlaufen ist, und was sie sich für das nächste Jahr wünschen. Seit 2003 dauert "Super Live" vier Stunden (zuvor drei Stunden). Der bisherige Gästerekord liegt bei 43 Künstlern und wurde beim "Super Live" im Jahr 2006 aufgestellt.
Die Veranstaltungsorte waren:
- 1992–2003: Tokyo Bay NK Hall
- 2004: Saitama Super Arena
- 2005–: Makuhari Messe Event Hall